# Condylostylus imperator
Condylostylus imperator är en tvåvingeart som först beskrevs av Aldrich 1904.  Condylostylus imperator ingår i släktet Condylostylus och familjen styltflugor. Inga underarter finns listade i Catalogue of Life.